# Hochwasser in Henan 2021
Im Juli 2021 kam es in der zentralchinesischen Provinz Henan zu schweren Unwettern und in der Folge zu einer Hochwasserkatastrophe, bei der offiziell  380 Menschen ums Leben kamen. In Folge der Überschwemmungen wurden über 200.000 Einwohner evakuiert. Drei Millionen Menschen seien von den Auswirkungen der Flut betroffen gewesen.

## Ursachen

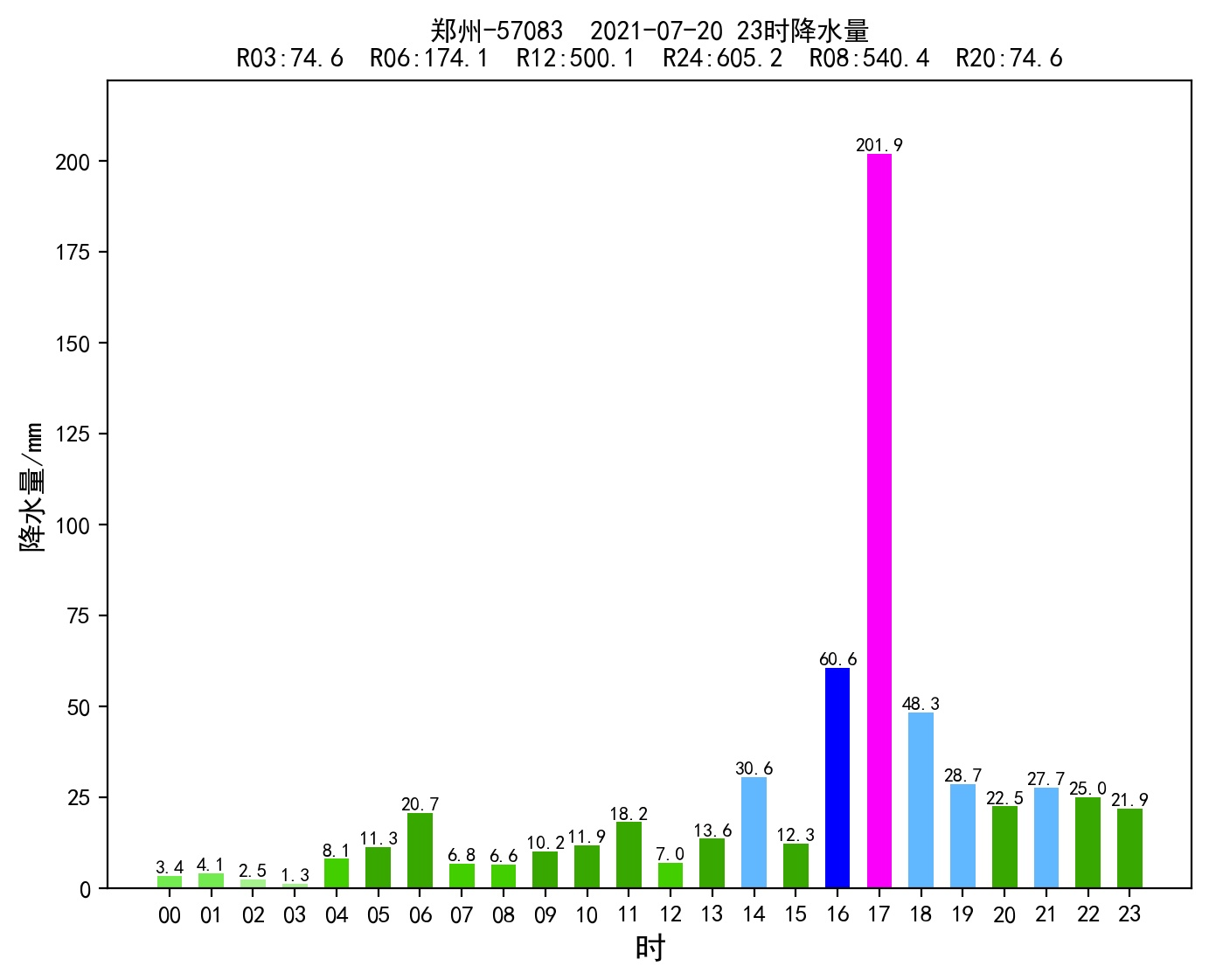
Niederschläge pro Stunde in Zhengzhou, 20. Juli [mm

Die Starkregen, zurückzuführen auf Ausläufer der Taifunsysteme „In-fa“ und „Cempaka“, begannen am 17. Juli und dauerten mehrere Tage an. Im Laufe weniger Tage fiel zwischen 17. und 20. Juli in der Region um Zhengzhou mit 617 mm eine dem mittleren Jahresniederschlag von 640 mm entsprechende Regenmenge. Allein am 20. Juli fielen in einer Stunde über 200 mm. Laut Meteorologen handelte es sich um die schwersten Regenfälle seit Gründung des Wetterbüros in Zhengzhou 60 Jahre zuvor. Die Wasserstände von Zuflüssen des Gelben Flusses und des Hai He überschritten in der Folge Alarmstufen. In Xinxiang, das einen mittleren Jahresniederschlag von 573 mm aufweist, fielen zwischen 8 Uhr am 17. Juli und 6 Uhr am 22. Juli 907 mm Niederschlag.
In China kommt es alljährlich zu Überschwemmungen, so hatte es auch im Vorjahr mehrere starke Hochwasser mit mindestens 219 Todesopfern gegeben. Die globale Erwärmung führt jedoch immer häufiger zu extremen Niederschlägen. Die rasante Urbanisierung in China steigert zudem das Risiko von Überschwemmungen. Durch die zunehmende Versiegelung der Flächen haben die Wassermassen bei Starkregen nicht ausreichend Möglichkeiten abzufließen.

## Folgen

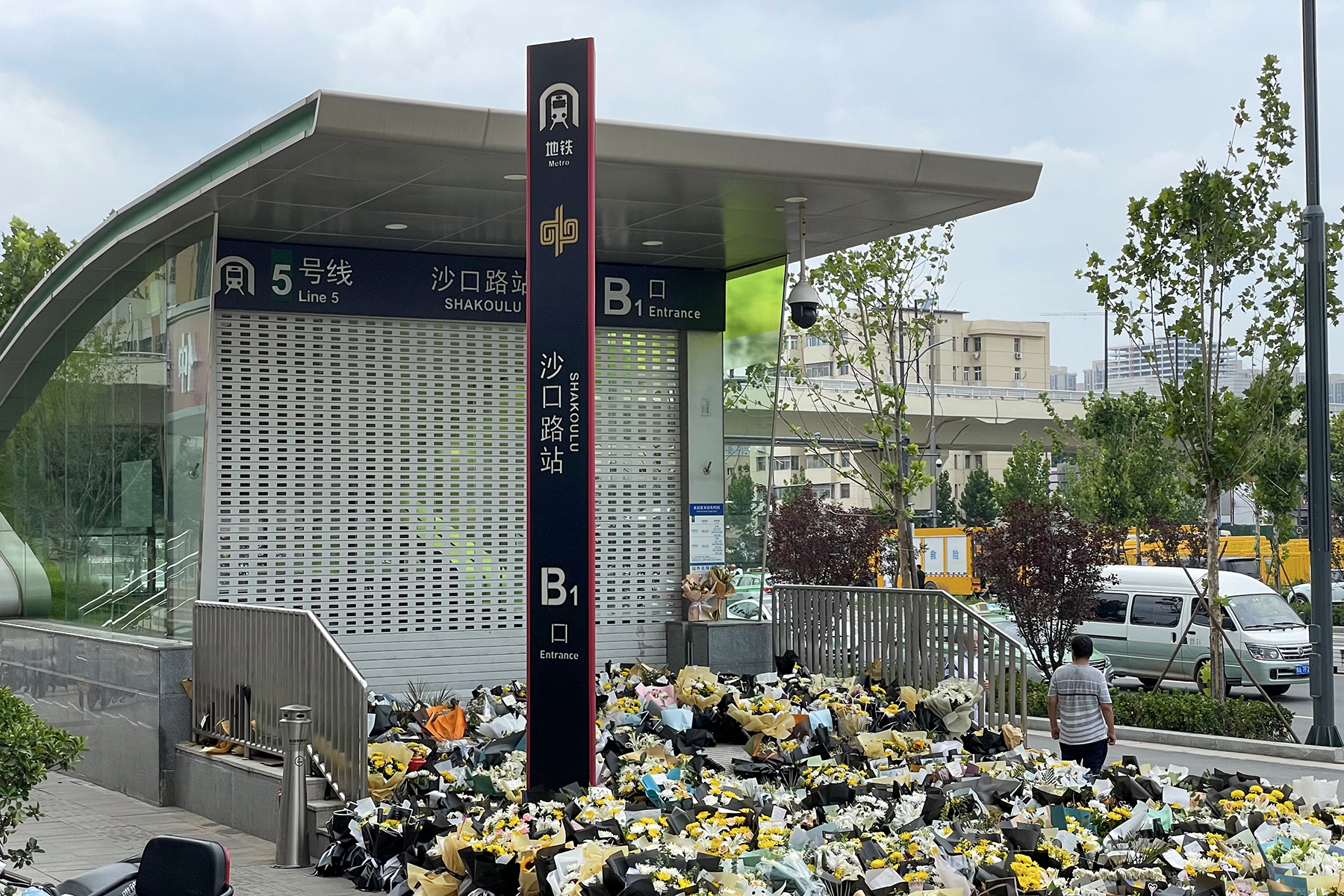
Trauergaben an der U-Bahn-Station Shakoulu, 28. Juli 2021

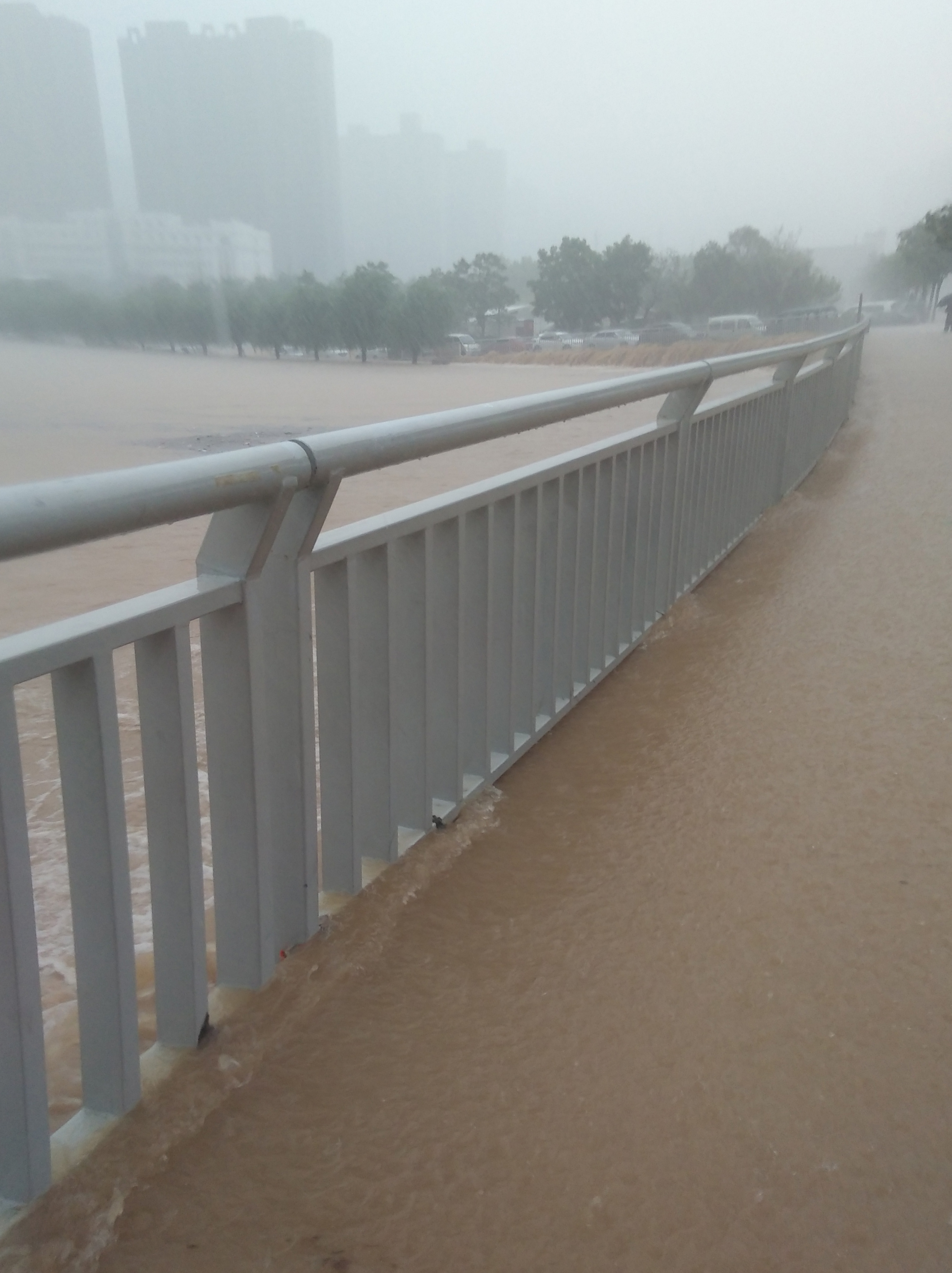
Überflutung in Zhengzhou am Dihu-See, 20. Juli 2021

Besonders betroffen war die Millionenmetropole Zhengzhou, Hauptstadt der Provinz, wo das Hochwasser während des abendlichen Berufsverkehrs in das U-Bahn-System der Stadt eindrang. Etwa 1000 Menschen konnten aus dem in Tunneln und U-Bahn-Wagen schnell steigenden Wasser gerettet werden, mindestens 14 Menschen starben jedoch in einem überfluteten U-Bahn-Zug. Lokalen Behörden zufolge sammelte sich das Wasser nahe einem Parkplatz an der U-Bahn-Linie 5, wo es gegen 18 Uhr durch eine Stützmauer brach und in den U-Bahn-Tunnel gelangte. Der Abschnitt zwischen den Stationen Shakoulu, wo vermutlich mindestens 5 Menschen starben, und Haitansi wurde betroffen.
Einige der bis zur Brust im Wasser in den Waggons Eingeschlossenen machten über ihre Smartphones Videoaufnahmen und schickten Hilfe- und Abschiedsnachrichten. Gegen 21 Uhr konnten Rettungskräfte schließlich die Waggondächer aufbrechen und die Eingeschlossenen bergen, kurz bevor im Inneren der Sauerstoff ausging.
Die Wasser- und Stromversorgung war vielerorts unterbrochen. Aus dem Krankenhaus der Zhengzhou-Universität mussten nach einem Stromausfall 600 Patienten evakuiert werden. Der Regen überflutete Bahnlinien und Straßen und spülte zahlreiche Autos weg. Der Verkehr wurde weitgehend lahmgelegt, der Betrieb von Bahnhof und Flughafen unterbrochen. In Dengfeng kam es um 6 Uhr morgens zu einer Explosion in einer Aluminiumlegierungsfabrik, als nach Berichten Wasser aus dem nahe gelegenen Ying-Fluss eine Fabrikmauer durchbrach und sich mit hochtemperierten Chemikalien mischte. Der Pegel des Flusses überstieg um 4 Uhr morgens die höchste Alarmstufe.
In der Nachbarstadt Gongyi gab es mindestens 4 Todesopfer in den überfluteten Straßen. In Xinxiang liefen mehrere Wasserreservoire über und beeinträchtigten 58 Kreise und 470.000 Menschen.
Im Norden Zhengzhous wurde auch ein berühmter Shaolin-Tempel vom Unwetter betroffen und im Westen die als Unesco-Weltkulturerbe-Stätte ausgezeichneten Buddhastatuen der Longmen-Grotten am Yi-Fluss von Überflutung bedroht.
Im Süden von Zhengzhou brach am Morgen des 21. Juli der Damm des Guojiaju-Wasserreservoirs. Weitere zum System der Xiaolangdi-Talsperre gehörende Dämme in der Nähe der Stadt Luoyang waren akut bedroht.
Der durch das Hochwasser verursachte Sachschaden wird auf etwa 10 Milliarden US-Dollar geschätzt. Mehr als 200.000 Hektar Land wurden überschwemmt.
Die Schäden für die Landwirtschaft durch die Überflutungen gehen in die Millionen. Fabriken in Zhengzhou begannen nach dem Hochwasser, dort wo die Strom- und Internetversorgung wieder hergestellt wurde, allmählich wieder zu produzieren. Zwei große Fabriken von Foxconn begannen am 23. Juli wieder zu arbeiten, während eine weitere im Kreis Zhongmu, die PC-Anschlüsse herstellt, schwer getroffen wurde. In Zhengzhou befindet sich die weltgrößte iPhone-Fabrik, die an drei Standorten mit etwa 350.000 Arbeitern mehr als die Hälfte der Geräte produziert. Die Stadt ist außerdem einer der wichtigsten Standorte für Autohersteller in China. Länger anhaltende Probleme und Verzögerungen wurden wegen der stark beschädigten Transportwege in und um der Stadt erwartet.

## Kritik
Westliche Medien thematisierten vielfach wahrgenommene Inkonsistenzen in der offiziellen Berichterstattung und die offensichtliche intensive Zensur von Beiträgen in den chinesischen Social Media. Kritisiert wurde in der Berichterstattung insbesondere die späte Schließung des U-Bahn-Betriebs, die erst um 18 Uhr erfolgte, Stunden nach dem ersten Wassereinbruch.
Zuvor hatte die Wetterstation in Zhengzhou bereits fünf aufeinander folgende rote Alarme wegen Starkregen ausgegeben. Nach Angaben des Chinesischen Amts für Meteorologie hätte die Warnung die Behörden dazu veranlassen sollen, Versammlungen einzustellen und Unterricht und Geschäfte zu schließen. Außerdem wurde offiziell von einem erfolgreichen Abschluss der Rettungsarbeiten berichtet, während zugleich noch Bilder von Fahrgästen in überschwemmten Tunneln und U-Bahn-Zügen gepostet wurden.
Für Kritik sorgte nach der Katastrophe zudem die wiederholte Errichtung einer Sichtsperre rund um die am Unglücksort der U-Bahn-Station Shakoulu abgelegten Blumensträuße. Darüber hinaus kam es zu Belästigungen von ausländischen Reportern online und vor Ort. Zhao Lijian, ein Sprecher des chinesischen Außenministeriums, bezeichnete die BBC als „Fake News Sender“, der China attackiert und in den Dreck gezogen hätte.
Ein Untersuchungsbericht des Chinesischen Staatsrats kam zu dem Ergebnis, dass die Behörden von Zhengzhou auf Warnungen der Meteorologen nicht rechtzeitig reagierten und während der Flutkatastrophe die Zahl der Todesopfer bewusst verschleierten. Zudem seien Gelder der Zentralregierung für den Umbau Zhengzhous zum Hochwasserschutz in eine sogenannte Schwammstadt mit besserer Entwässerung nicht geeignet eingesetzt worden. Insgesamt seien durch den Starkregen an einem Tag 380 Menschen getötet worden, allerdings die Informationen bei 139 Opfern vorsätzlich zurückgehalten oder erst später veröffentlicht worden. Als Konsequenz kam es u. a. zu mehreren Festnahmen an lokalen Behörden.